# Hervé Yves Hehomey
Hervé Yves Hehomey est un homme politique au Bénin, ministre des Infrastructures et des Transports. 

## Biographie
Le 23 mai 2021, il est nommé membre du gouvernement de Patrice Talon. 